# Adékambi Olufadé
Adékambi Olufadé (Lomé, 7 gennaio 1980) è un ex calciatore togolese, di ruolo attaccante.

## Carriera

### Club
Cresciuto nel Dynamic Togolais, club togolese, nella stagione 1999-2000 si è trasferito nel Satellite FC, club guineano.
Nel 2000 è approdato in Europa, in Belgio, nel Lokeren
Nel 2001 si è trasferito in Francia, prima nel Lilla e poi nel Nizza.
Nel 2003 è tornato in Belgio e ha trascorso una discreta stagione tra le file del Charleroi.
Nel 2004 viene acquistato dai qatarioti dell'Al-Siliya.
Nel 2006 è tornato in Belgio, nel Gent; nella prima stagione ha segnato 15 reti in 27 presenze ed ha mantenuto una buona media gol anche nelle stagioni successive.
Il 13 settembre 2007 ha prolungato il contratto che lo lega al Gent fino al 2011.
Si è ritirato nel 2011.

### Nazionale
Ha debuttato in Nazionale togolese il 4 giugno 1997 contro Burkina Faso.
Con il Togo ha partecipato alla Coppa d'Africa 2006 ed al campionato del mondo 2006.

## Palmarès

### Club

#### Competizioni nazionali
- Qatar Second Division: 1

Al-Sailiya: 2004-2005
- Coppa del Belgio: 1

Gent: 2009-2010

### Individuale
- Capocannoniere del Coppa Intertoto UEFA: 1

2007 (4 gol) a pari merito con Vitalij Volkov e Steffen Hofmann